# Шасене
Шасене́ (фр. Chacenay) — коммуна во Франции, находится в регионе Шампань — Арденны. Департамент — Об. Входит в состав кантона Эссуа. Округ коммуны — Труа.
Код INSEE коммуны — 10071.
Коммуна расположена приблизительно в 180 км к юго-востоку от Парижа, в 95 км южнее Шалон-ан-Шампани, в 40 км к юго-востоку от Труа.

## Население
Население коммуны на 2008 год составляло 62 человека.
| 1962 | 1968 | 1975 | 1982 | 1990 | 1999 | 2008 |
| ---- | ---- | ---- | ---- | ---- | ---- | ---- |
| 91   | 72   | 74   | 78   | 68   | 60   | 62   |

## Экономика

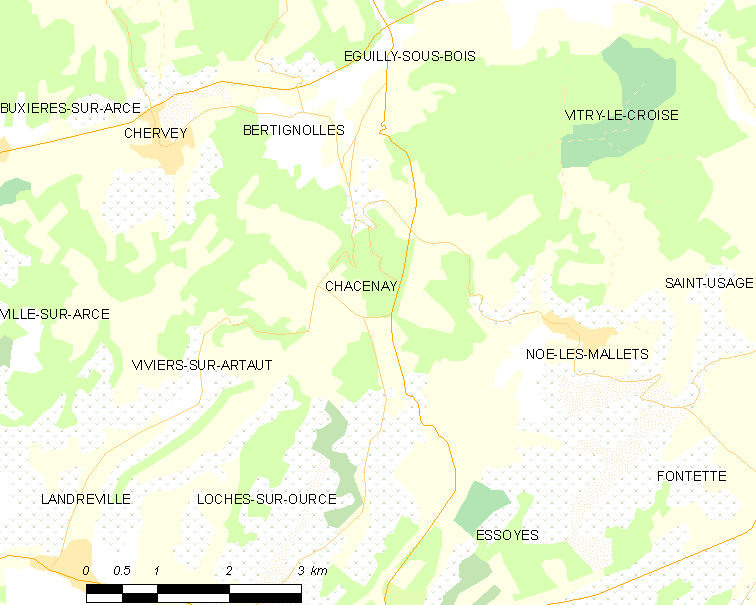
Карта коммуны

В 2007 году среди 42 человек в трудоспособном возрасте (15—64 лет) 36 были экономически активными, 6 — неактивными (показатель активности — 85,7 %, в 1999 году было 77,8 %). Из 36 активных работали 35 человек (21 мужчина и 14 женщин), безработной была 1 женщина. Среди 6 неактивных 2 человека были учениками или студентами, 1 — пенсионером, 3 были неактивными по другим причинам.

## Достопримечательности
- Замок Шасене[фр.] (XIII век). Памятник истории с 1926 года[3]